# Néo-bop
Le néo-bop, également appelé néotraditionalisme, est un style de jazz porté par des musiciens pronant un retour à un jazz acoustique, mélodique, marqué par le swing. Le genre gagne en popularité dans les années 1980, en réaction au free jazz et au jazz fusion qui s'est imposé dans les années 1960 et 1970.
Le néo-bop est notamment porté au niveau artistique et académique par le trompettiste Wynton Marsalis et ses Young Lions, en opposition à la contre-culture développée par la Beat Generation.

## Histoire

### Origines (années 1970)

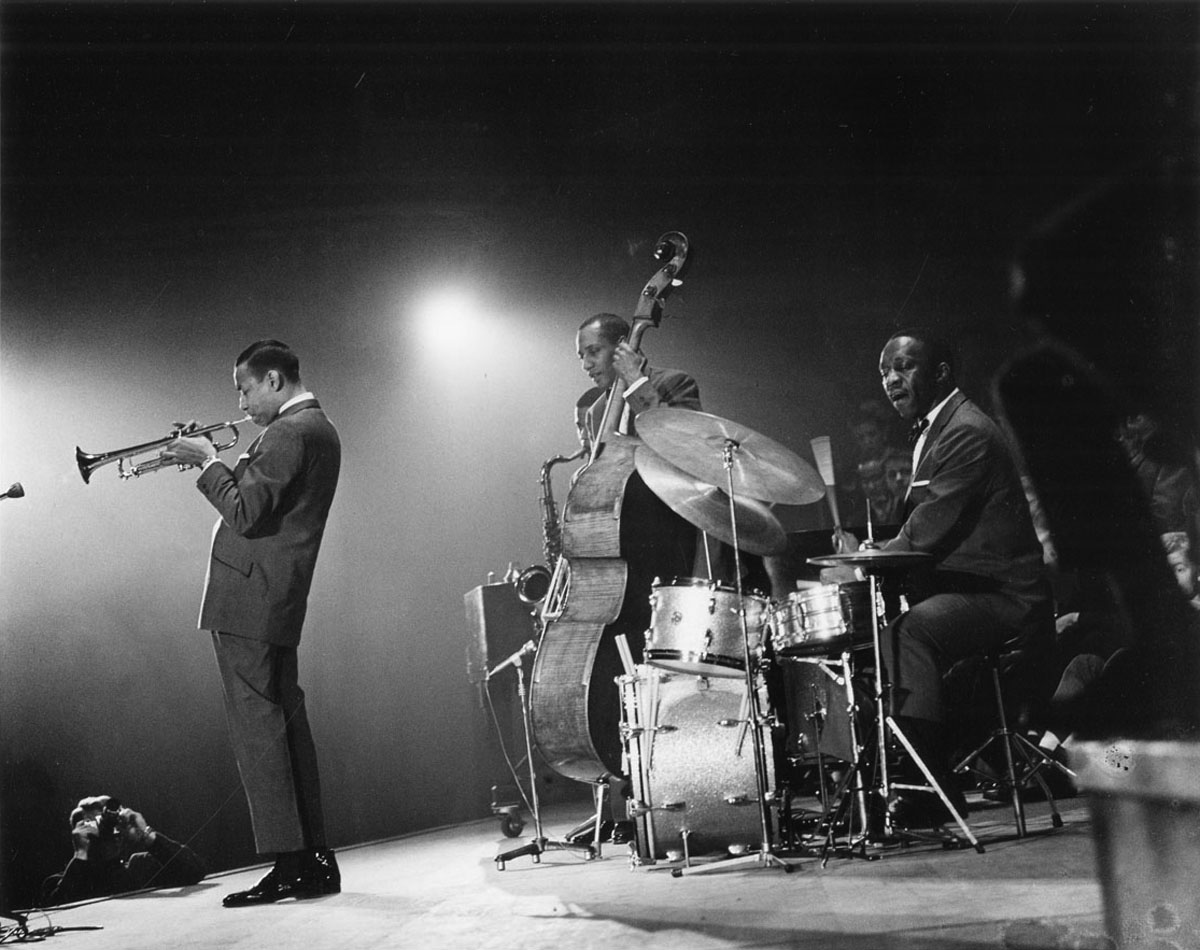
Art Blakey et ses Jazz Messengers en 1960.

Dans les années 1960, certains musiciens issus du bebop restent sceptiques face aux explorations de l'avant-garde. Ils rejettent les expérimentations électriques, inspirées par le rock, du jazz fusion. On peut notamment citer le batteur Art Blakey, qui accueille au sein de son groupe les Jazz Messengers les jeunes musiciens qui partagent son point de vue. Pour la batteuse Cindy Blackman, c'est grâce à Blakey que le jazz n'a pas été complètement éclipsé par la fusion dans les années 1970. Plusieurs des jeunes musiciens au cœur des Young Lions, comme Wynton Marsalis, sont passés par les Jazz Messengers.
Dans son livre paru en 1976 Stomping the Blues, Albert Murray (en) déclare que le vrai jazz est basé sur trois éléments : le swing, le blues et les sonorités acoustiques. Ces idées influencent le critique Stanley Crouch qui, aux côtés de Marsalis, milite pour un jazz correspondant à cette définition. Crouch va plus loin, en affirmant que bon nombre des éléments de l'avant-garde et du jazz fusion sont de l'esbroufe servant à masquer faiblesse musicale et paresse. Il écrit que « nous devrions nous moquer de ceux qui se revendiquent de la fusion ».
En 1987, Murray, Crouch et Marsalis fondent Jazz at Lincoln Center à New York, où Crouch et Marsalis sont directeurs artistiques. JALC devient l'un des principaux promoteurs institutionnels du mouvement néotraditionaliste.

### Young Lions(années 1980)
Fils du pianiste de jazz Ellis Marsalis, Wynton Marsalis s'impose sur la scène vers 1980. Ses influences vont des musiciens de la fin de l'ère du swing, comme Fats Navarro, à ceux de l'époque du bebop, comme Kenny Dorham, ou Miles Davis avant qu'il électrifie sa musique,. Pour le Los Angeles Times, son premier album Wynton Marsalis (en) marque « l'avènement de la Renaissance Re-bop ».
À la suite de Marsalis, de nombreux musiciens de sa génération se retrouvent dans son attachement à une définition traditionnelle du jazz, tels que Terence Blanchard, Donald Harrison, Wallace Roney, Kevin Eubanks, Stanley Jordan, Kenny Kirkland et Jeff « Tain » Watts. Marsalis fonde ensuite Jazz at Lincoln Center, qui permet notamment de produire des concerts d'autres « Jeunes lions » (« Young Lions »), dont Christian McBride, Marcus Roberts ou Roy Hargrove,,.

### Genre distinct (années 1990)
Avec le retour du hard bop sur le devant de la scène dans les années 1990, le néo-bop commence à se fair eune réputation en tant que genre spécifique du jazz. D'après le critique Scott Yanow, ce nouveau genre reste relié au straight-ahead jazz, mais ne se contente plus, comme certains l'affirment, de « recycler le passé ».
Parallèlement, on reproche au néo-bop de ne pas avoir l'inventivité des pionniers du bebop des années 1940 et 1950, voire de tuer l'innovation. On lui reproche également sa dépendance au succès commercial,,.

## Caractéristiques
Le néo-bop contient des éléments de bebop, de post-bop, d'hard bop et de jazz modal. Ce style est porté par des musiciens établis, pratiquant un jazz classique ou straight-ahead jazz, à l'écart de l'avant-garde et du jazz fusion, ou par des musiciens ayant délaissé ces formes modernes pour revenir à un style plus classique.
Ses racines académiques (la plupart de ses représentants sont passés par le conservatoire) et son rejet des modes de vie iconoclastes et rebelles de l'ère bop distinguent le mouvement néo-bop de ses prédécesseurs. En effet, Wynton Marsalis souhaite que le jazz atteigne le statut de « bel art », et se rapproche de la musique classique plutôt que du rock.
Ce retour à des styles traditionnels s'est attiré louanges et critiques. Par exemple, Miles Davis déclare ne pas apprécier les « plats réchauffés », alors que le magazine Time salue ce retour bienvenu à des formes de jazz plus accessibles.